# Ulli Tückmantel
Ulrich „Ulli“ Tückmantel (* 17. Juli 1966) ist ein deutscher Journalist.
Tückmantel hat an der Uni Freiburg Germanistik, Philosophie und Kunstgeschichte studiert. Von 1993 bis 1995 arbeitete er als Volontär und von 1995 bis 2014 als Redakteur bei der regionalen Tageszeitung Rheinische Post.
Ab dem 1. Mai 2014 war er Chefredakteur der regionalen Tageszeitung Westdeutsche Zeitung. Am 12. März 2019 kündigte Tückmantel an, die Westdeutsche Zeitung zu verlassen. Seit dem 1. Juni 2019 ist er Pressesprecher der Bezirksregierung Münster.

## Auszeichnungen
- 2002: BdST-Journalistenpreis NRW
- 2008: Jugenddrehscheibe-Preis der Bundeszentrale für politische Bildung (bestes medienpädagogisches Angebot einer Tageszeitung),
- 2008: VR-Journalistenpreis für Ausbildungsinitiative

## Publikationen
- Gott to go. Das Autobahnkirchen-Buch fürs Handschuhfach. Books on Demand, 2019, ISBN 978-3-7347-6720-3.
- Rasier dich richtig, Alles, was Dein Vater Dir über den Umgang mit Pinsel & Klinge nicht beigebracht hat, weil er es selbst nicht wusste. Books on Demand, 1. Auflage 2019, ISBN 978-3-7494-5318-4.